# La Cène (Léonard de Vinci)
Pour les articles homonymes, voir La Cène (homonymie).
La Cène (en italien : L'Ultima Cena, soit « le Dernier Repas ») de Léonard de Vinci est une peinture murale à la détrempe de 460 × 880 cm, réalisée de 1495 à 1498 pour le réfectoire du couvent dominicain de Santa Maria delle Grazie à Milan.

## Thème
Le thème de l'œuvre est un de ceux de l'iconographie chrétienne : La Cène (terme issu du latin cena : repas du soir) est le nom donné par les chrétiens au dernier repas que Jésus-Christ prit avec les Douze Apôtres le soir du Jeudi saint, avant la Pâque juive, peu de temps avant son arrestation, la veille de sa Crucifixion (appelée encore Passion par les chrétiens), et trois jours avant sa résurrection.

## Salle du réfectoire

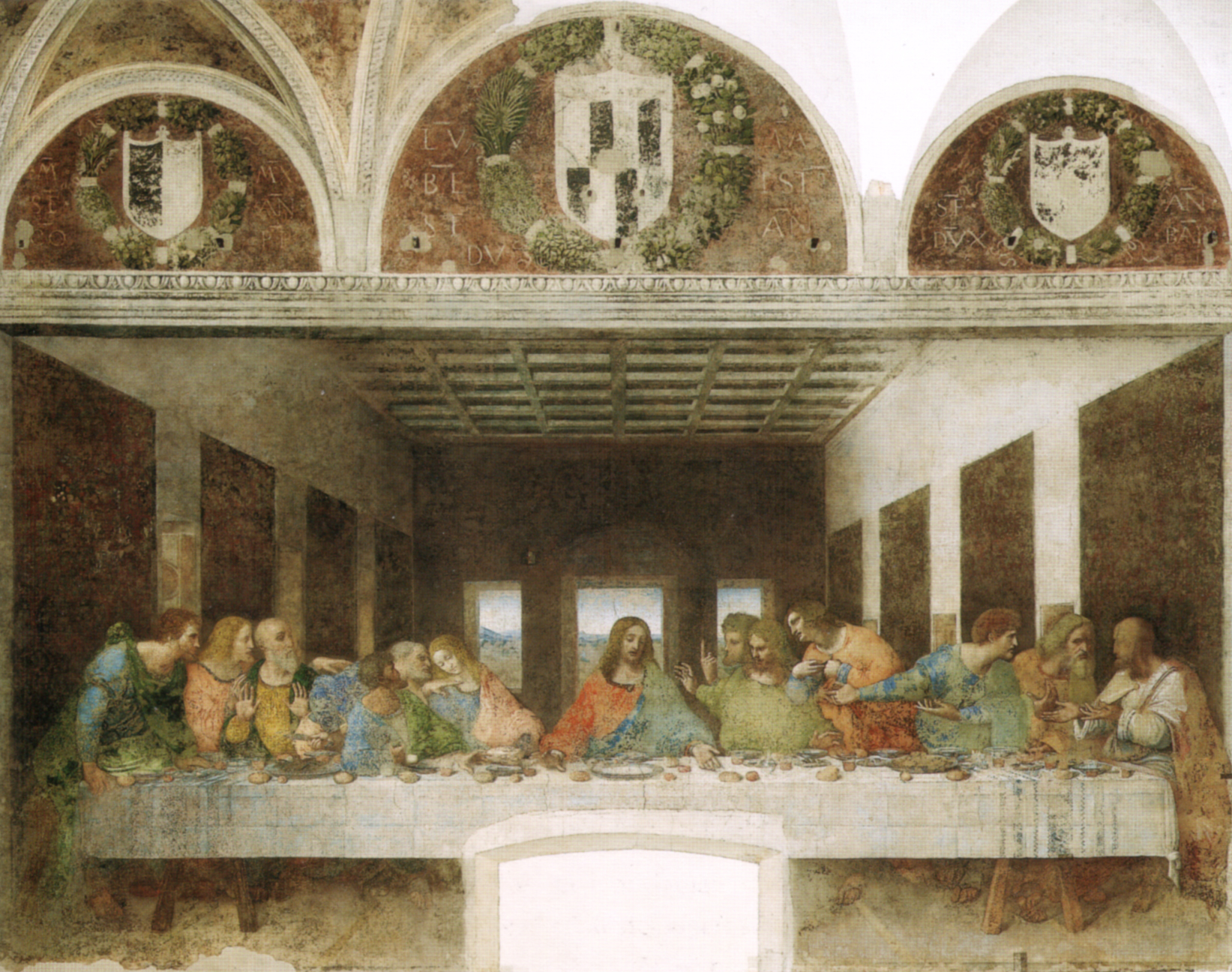
Mur du réfectoire, avec les armoiries des Sforza peintes par Léonard.

La salle du réfectoire (Cenacolo) de Santa Maria delle Grazie mesure environ 460 × 880 cm. Depuis l’époque de Léonard, le sol a été rehaussé et les fenêtres agrandies.
Léonard a représenté la Cène, dernier repas de Jésus de Nazareth avec ses douze apôtres, le jeudi saint, veille de sa crucifixion. Il suit là une vieille tradition monastique. Depuis le Moyen Âge les murs des réfectoires sont illustrés de la Cène. « Ainsi, durant leur repas, les moines avaient-ils sous les yeux, (…) l’image de celui que partagea leur Seigneur pour la dernière fois ».
Grâce à une copie contemporaine de la Cène, nous pouvons identifier chacun des personnages. Il s’agit, de gauche à droite, de Barthélemy, Jacques le Mineur, André, Judas (tenant une bourse), Pierre, Jean, Jésus, Thomas, Jacques le Majeur, Philippe, Matthieu, Thaddée et Simon. La fresque est surmontée de trois armoiries de la dynastie des Sforza. Au centre celles de Ludovic Sforza et de son épouse, Béatrice d’Este, à gauche, celles de son fils aîné, Massimilo et à droite, celles de son autre fils, François.
Sur le mur opposé, le peintre milanais Giovanni Donato Montorfano a peint (en 1495) la Crucifixion. Sur le mur ouest figure un tympan vide. Tout au long de l’architrave court une frise de motifs géométriques encadrant des niches à la gloire des saints et des Bienheureux dominicains.
Grâce au témoignage de Goethe, nous savons que les bancs des moines étaient installés le long des murs latéraux, tandis que le prieur était adossé à la Crucifixion de Montorfano, faisant ainsi face à la Cène de Léonard.

## Histoire

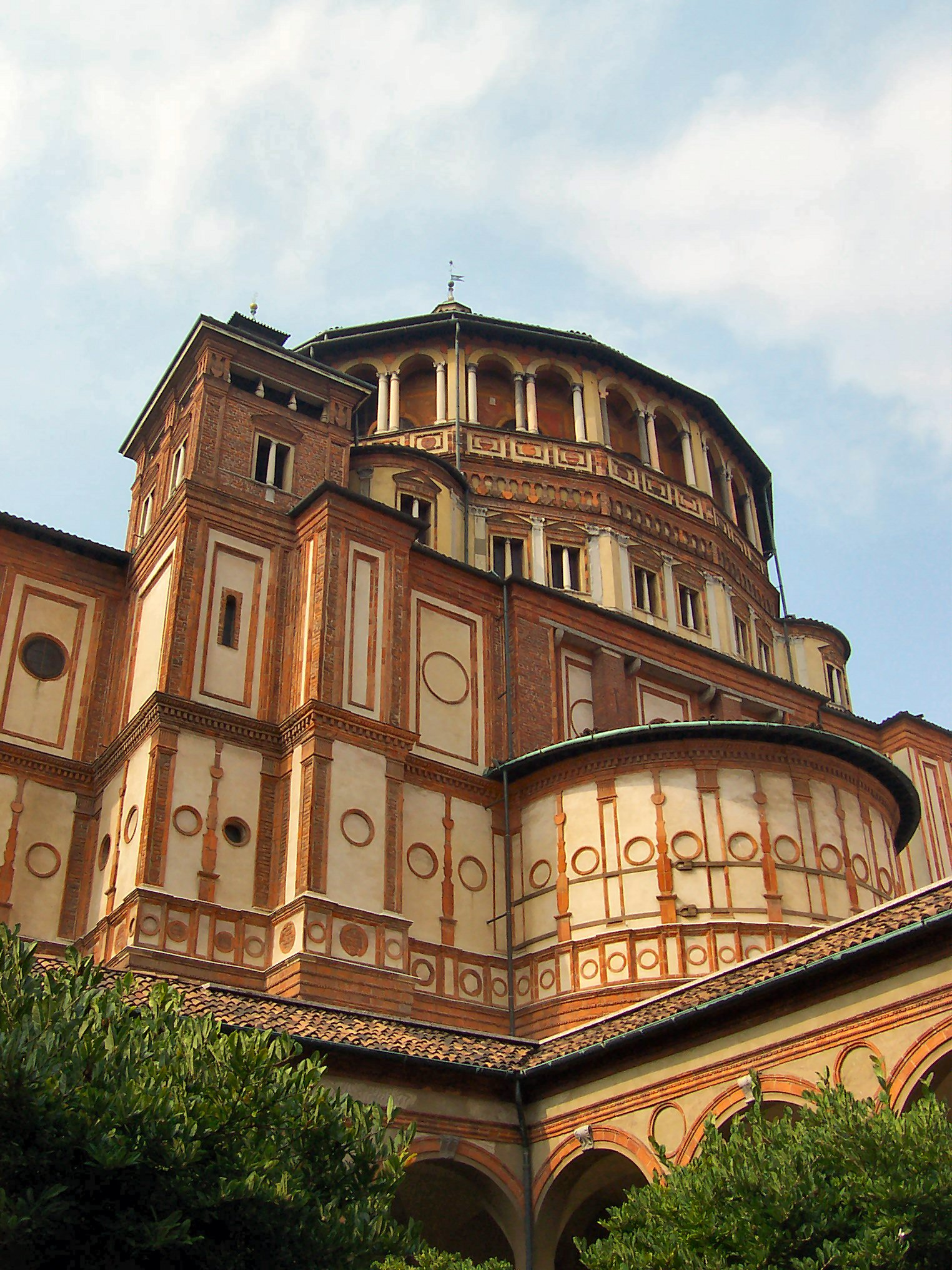
La coupole de Santa Maria delle Grazie par Bramante

Les archives de Santa Maria delle Grazie ayant été détruites en 1778, nous ne possédons pas le contrat établi pour la Cène, mais le commanditaire en est sans aucun doute le duc de Milan, Ludovic Sforza. La Cène est indissociable du projet qu’il mène dès 1492, pour faire de Santa Maria delle Grazie, le mausolée des Sforza. Il confie cette année-là, à Bramante la réalisation d’une nouvelle abside surmontée d’une magnifique coupole, un tiburio lombardo. C’est là qu’est déposée en 1495 la dépouille de son épouse Béatrice d’Este morte prématurément.
Le programme iconographique du réfectoire fait d’ailleurs clairement référence à Ludovic Sforza : outre les trois blasons qui surmontent la fresque, une main anonyme a rajouté sur la Crucifixion de Giovanni Antonio Donato Montorfano, les figures agenouillées et de profil (comme dans la Pala Sforzesca du musée Brera de Milan) de Ludovic Sforza et Béatrice d’Este, accompagnés de leurs deux fils, Massimilo et François.
Léonard commence à se mettre à l’ouvrage en 1494 ou 1495, alors qu’il travaille encore à la statue équestre de Francesco Sforza, il Cavallo. Matteo Bandello, neveu de Vincenzo Bandello, prieur de Santa Maria delle Grazie, nous le décrit partageant son temps « quand lui en venait l’envie ou la fantaisie » entre « ce superbe cheval de terre cuite » et la Cène de Santa Maria delle Grazie. Nous savons que Léonard travaille toujours à la Cène en 1497 puisque le 29 juin une lettre du chancelier de Milan, Marchesino Stanga, le prie de se hâter, afin de passer à l’autre mur du réfectoire. Une lenteur qui déplait profondément au prieur qui sollicite une rencontre avec Léonard et le duc, pendant laquelle l'artiste se défend en affirmant qu'il ne trouve pas de modèle pour Judas, et que si le prieur insiste il lui donnera en fin de compte ses traits. Un épisode qui donnera lieu à de nombreuses spéculations quant à l'identité du modèle, et fournira la trame d'un roman de l'écrivain autrichien Leo Perutz. L’année suivante, le mathématicien et humaniste Luca Pacioli célèbre dans sa dédicace à Ludovic Sforza de son De Divina Proportione, le 9 février 1498, l’achèvement de la Cène par Léonard et l’embellissement de Milan qui est devenue « la plus belle des résidences » pour le duc. Mais la fortune du More sera de courte durée. Il est vaincu par les Français en 1499. Léonard de Vinci quitte Milan pour Mantoue puis Venise fin 1499.
En 1517 le cardinal Louis d’Aragon visite le monastère de Santa Maria delle Grazie. Son secrétaire, Antonio de Beatis, est le premier à faire état dans son Itinerario de la dégradation de la fresque de Léonard : « [C’]est un merveilleux ouvrage, mais qui commence à s’abîmer, soit par l’humidité, soit par quelque malfaçon, je ne sais ». Le peintre et théoricien Giovan Paolo Lomazzo juge dès 1584 que « la Cène est complètement gâtée ». En 1624, Bartolomeo Sanese, déplore qu’il n’y ait « presque plus rien à voir de la Cène ». En 1652, elle est si peu considérée qu’on décide de percer une porte entre le réfectoire et les cuisines, au point de détruire la partie inférieure de la fresque représentant les pieds du Christ.
En 1796, l’armée française occupe la Lombardie. Malgré un décret de Bonaparte l'interdisant, on loge un temps les troupes françaises à l’intérieur de Santa Maria delle Grazie (le réfectoire sert même d’écurie, puis de grenier à foin), ce qui cause encore des dommages à l’œuvre de Léonard.

## Premières restaurations (1726-1947)
En 1726 a lieu une première campagne de restauration de la fresque par le peintre Michelangelo Bellotti (1673-1744). Il semble que Bellotti ait lavé la fresque avec un produit corrosif (de la soude ou de la potasse) puis l’ait ensuite repeinte lui-même. Les repeints de Bellotti perdant de leur éclat, une seconde campagne est menée en 1770 par Giuseppe Mazza et interrompue par le prieur de Santa Maria delle Grazie ; seules les figures de Matthieu, Thaddée et Simon sont épargnées par ses repeints.
La République cisalpine propose au peintre Andrea Appiani de détacher la Cène, mais celui-ci refuse, jugeant l’état de l’œuvre trop dégradé.
En 1821, Stefano Barezzi songe à son tour à détacher la fresque, en utilisant les mêmes méthodes qu’il emploiera pour les fresques de Bernardino Luini à la Villa la Pelluca (it) de Monza (aujourd’hui au musée de Brera de Milan). Il fait un premier essai malheureux sur un détail de la nappe, puis un second sur la main gauche du Christ, qui laissera des traces d’incision encore visibles jusqu'à la restauration de Pinin Brambilla Barcilon. Plus de trente ans plus tard, il mène la campagne de restauration des murs latéraux, remettant au jour les cinq lunettes aux armes des Sforza.
En 1901, la première campagne de restauration s’appuyant sur des photographies détaillées de grande taille est menée par l'architecte Luca Beltrami et le peintre Luigi Cavenaghi (qui avait déjà restauré le Portrait d’un musicien de la Pinacothèque Ambrosienne). Mais la peinture continuant à se détacher de la paroi, une autre intervention, celle d’Oreste Silvestri s’avère nécessaire.
Dans la nuit du 16 août 1943, l’église de Santa Maria delle Grazie est gravement endommagée par un bombardement aérien. La voûte et le mur Est du réfectoire sont détruits. Même épargné, le mur de la Cène est victime de l’humidité causée par la destruction de la voûte. Il se couvre d’une couche de moisissure, nécessitant une nouvelle campagne de restauration menée en 1947 par Mauro Pellicioli (it). Pour cela, il utilise une nouvelle gomme-laque, diluée dans de l’alcool, qui semble effectivement avoir consolidé la pellicule de peinture sur la paroi.

## Dernière restauration (1978-1999)
De 1978 à 1999, une nouvelle intervention est menée par Pinin Brambilla Barcilon, (sous la direction de Pietro. C. Marani), visant à restituer « le vrai Léonard ». Avant d’entamer cette nouvelle campagne de restauration, un diagnostic est émis sur les causes de la détérioration de la fresque. Ce sont principalement :
1. L’enduit (la cause première de la condition dramatique de la fresque) utilisé par Léonard qui s’avéra extrêmement sensible à l’humidité ;
2. L’humidité de la salle du réfectoire ;
3. Les repeints des premières restaurations (ainsi que les instruments, comme la spatule, utilisés pour tasser l’œuvre) ;
4. La poussée non compensée de la voûte sur le mur (particulièrement étroit) de la Cène.

Le programme de cette nouvelle campagne de restauration est le suivant :
1. Recoller les fragments de la pellicule de peinture qui s’étaient détachés. On utilise pour cela la même gomme-laque que Mauro Pellicioli en 1947 ;
2. Nettoyer la Cène des différents repeints ;
3. Assurer la cohérence de l’œuvre quand la pellicule de peinture manque, à l’aquarelle et dans un ton neutre ;
4. Créer une banque photographique sur les différentes phases de la restauration, en utilisant quand nécessaire la macro-photographie.

La restauration a ses détracteurs, comme James Beck qui s’interroge sur « la proportion de peinture d’origine, autrement dit d’authentique Léonard, subsistant sur le mur » et sur l’« italianité » de cette entreprise, dont auraient été écartés les spécialistes étrangers,.

## Technique
La technique de la « buon fresco » consistait à appliquer directement les pigments sur l’enduit encore frais, ce qui assurait une excellente conservation à l'œuvre. L’artiste fixait chaque jour une partie de la fresque à peindre, une giornata. Léonard ne pouvait se satisfaire d’une telle contrainte. Il a donc appliqué une technique personnelle qui lui permettait de peindre quand il le souhaitait et autorisait les retouches.
Voici les différentes phases du travail de Léonard, tel qu’on peut le reconstituer après les analyses menées par Pinin Brambilla Barcilon :
Léonard a d’abord étendu (sans doute en une seule fois) sur le mur l’intonaco (l’élément préparatoire qui va protéger les pigments) composé de 30 % de sable fluvial, et 70 % de quartz. Il a dessiné directement dessus le dessin préparatoire au pinceau avec de la terre rouge (la sinopia). Il a ensuite appliqué un enduit (composé chimiquement de carbonate de calcium et de magnésium). Puis il a appliqué, comme il le faisait pour ses tableaux, une fine préparation blanche, exaltant la luminosité des couleurs grâce à sa base blanche (l’imprimatura). Il a ensuite peint à sec « probablement en émulsionnant des huiles avec des œufs. Les liants sont cependant difficiles à identifier, la pellicule de peinture étant saturée par différents matériaux ».

## Analyse
Léonard de Vinci reprend une innovation apparue au milieu du Quattrocento, chez Andrea del Castagno pour Santa Apollonia, ou Domenico Ghirlandaio pour le couvent Ognissanti de Florence, voire contemporaine chez Le Pérugin pour le cenacolo de Fuligno : la perspective de la fresque prolonge la salle réelle du réfectoire par le trompe-l'œil du plafond à caissons, d'ouvertures au fond de la salle, et des murs latéraux recouverts de tapisseries et percés de portes.
Une série d’incisions encore visibles a servi à Léonard de Vinci pour tracer les lignes de fuite de la perspective. Un trou au niveau de la tempe droite du Christ correspond au point de fuite principal. Ainsi, le Christ occupe-t-il une position centrale à la fois par rapport aux apôtres, mais aussi par rapport au mur du fond de la fresque, comme un second tableau dans le premier. Un effet renforcé par le placement de Judas de l'autre côté de la table parmi les autres apôtres, et non à part, contrairement à la tradition.
Tous les apôtres sont donc eux-mêmes répartis symétriquement par rapport au Christ, en quatre groupes de trois, mais les groupes sont dissymétriques entre eux, donnant ainsi de l'animation à la scène et faisant paraître plus naturelle une composition pourtant très géométrique et réfléchie.
En effet, cette répartition est soulignée encore par le décor, puisque les apôtres se trouvent placés devant une série de quatre tentures et de trois portes sur chaque mur latéral, et devant trois ouvertures pour le mur du fond, tandis que le plafond est composé de deux séries de trois rangées de caissons placées de part et d'autre d'un double axe central.
Une construction qui reprend enfin l'architecture dans laquelle la peinture a été réalisée : la Cène se trouve sous trois lunettes qui prolongent la salle du réfectoire, dans lesquelles Léonard a placé les armoiries de la famille Sforza, répartissant ainsi les apôtres en deux groupes à l'extérieur sous les plus petits arcs et deux groupes avec le Christ ensemble sous l'arc central.
Léonard exploite donc jusqu'à ses limites le principe de la perspective centrale. Une perspective très géométrique et régulière qu'il abandonne ensuite comme principe de construction de ses tableaux : la table et les apôtres semblent être peints en avant du plan du début de la perspective, au point que le cadre et la bordure peinte sont dépassés par un des apôtres, sur la droite, et donc par l'ensemble de la table et des convives.

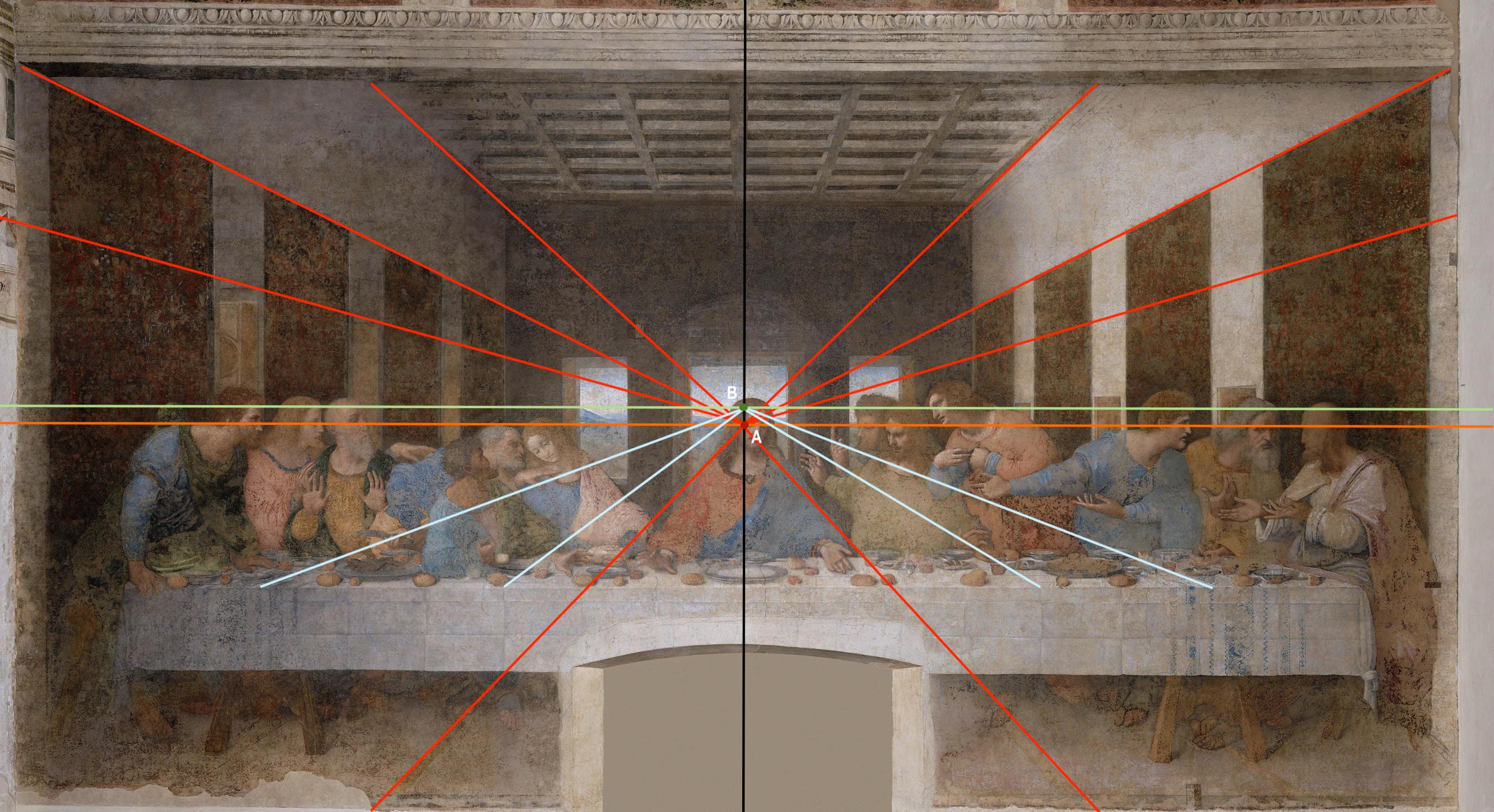
Les lignes de la composition tout entière (rouge) passent par un point de fuite unique (A), sur la ligne d'horizon (orange), situé sur la tempe droite du Christ. En revanche, les lignes de la seule table (turquoise) convergent dans un point de fuite secondaire (B), situé légèrement au-dessus de l'horizon (vert).

Par ailleurs, Léonard a adopté une perspective en partie délibérément faussée (voir schéma ci-contre). Les points de fuite sont en effet au nombre de deux : d'une part, les lignes de la composition tout entière (cf. dans le schéma : lignes rouges) passent par un point de fuite unique (A), sur la ligne d'horizon (cf. dans le schéma : ligne orange), situé sur la tempe droite du Christ (Léonard avait, à cet effet, accroché des fils à un clou planté dans la tempe du Christ, dont le trou est encore visible aujourd'hui, les restaurateurs n'ayant pas souhaité le cacher) ; d'autre part, les lignes de la seule table (cf. dans le schéma : lignes turquoise) convergent dans un point de fuite secondaire (B), situé dans la chevelure du Christ, légèrement au-dessus de l'horizon (cf. dans le schéma : ligne  verte). La fonction de ce deuxième point de fuite (B) est de permettre au spectateur de voir les objets posés sur la table ; en effet, si celle-ci avait été dessinée en respectant rigoureusement les lignes de fuite de la composition tout entière (cf. schéma : lignes rouges, convergeant dans le point A), la perspective du plan supérieur de la table à manger aurait été tellement en raccourci qu'il aurait été impossible d'en montrer aisément le contenu (vaisselle, plats, pains, etc.).

## Interprétation

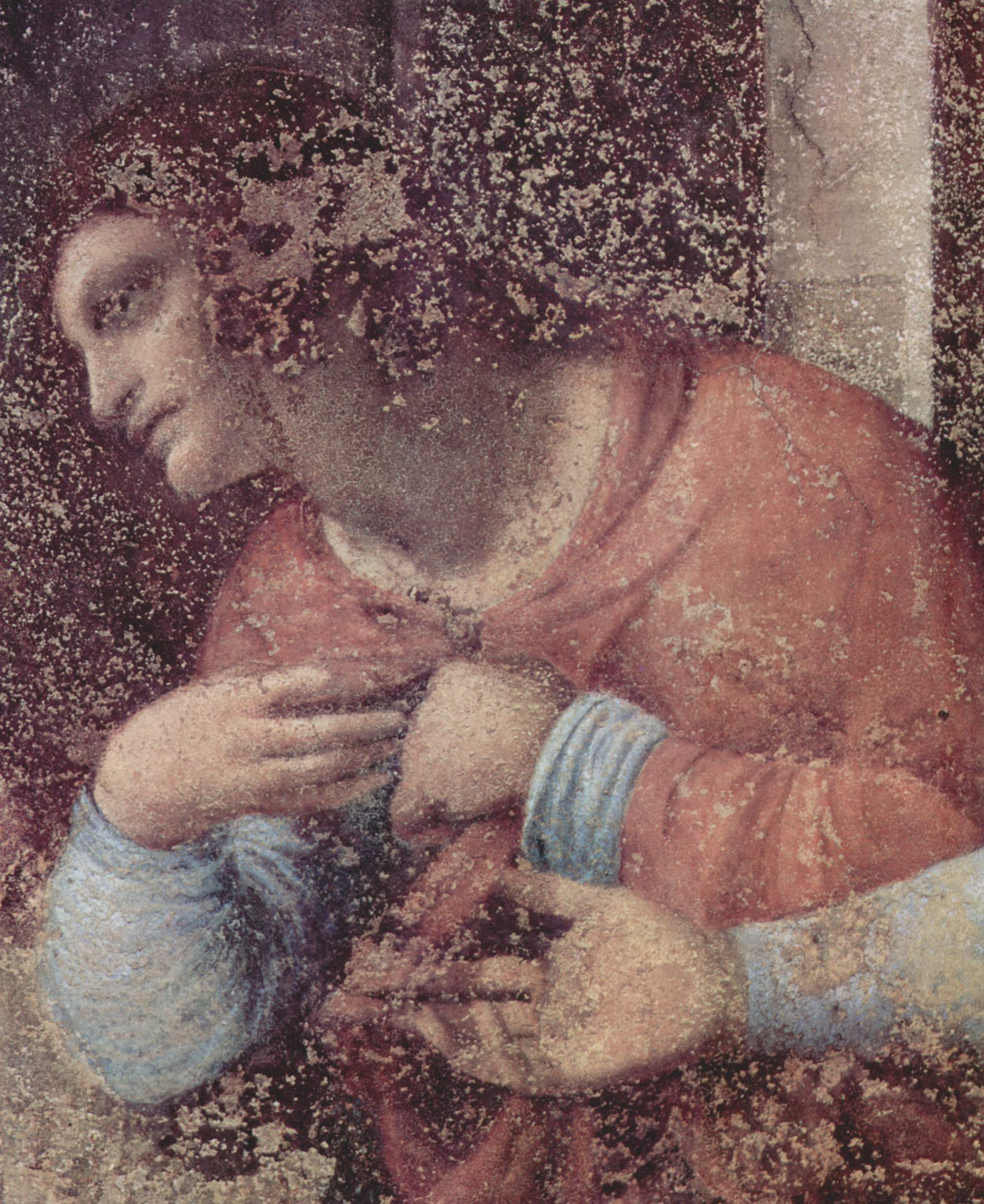
Philippe se lève pour protester de son innocence.

On considère généralement que la peinture réalisée par Léonard illustre la parole prononcée par le Christ, « En vérité, je vous le dis, l’un de vous me livrera », et les réactions de chacun des apôtres. Léonard recommandait dans ses écrits de peindre « les figures de telle sorte que le spectateur lise facilement leurs pensées au travers de leurs mouvements ». À cet égard, la Cène est une illustration magistrale de cette théorie des « mouvements de l’âme » (motti dell‘anima), saint Thomas sceptique tendant l’index, saint Philippe, se levant pour protester de son innocence, saint Barthélemy, indigné, appuyant les mains sur la table… ». On a pu aussi lire cette peinture murale à la lumière des théories de Léonard sur l’acoustique, illustrant alors « la propagation des ondes sonores qui atteignent et touchent » chacun des apôtres.
Le geste du Christ condense deux moments, celui de la trahison de Judas — il semble désigner de sa main droite le plat de Judas — celui de l’institution du sacrement de l’eucharistie, capitale pour les dominicains — il ouvre ses bras vers le vin et le calice.
Saint Jacques le mineur se tourne vers André. Giulia Bologna juge que cet écart « donne une aura de paix » au Christ ; Daniel Arasse y voit le symbole « de la différence entre la double nature, nature humaine et divine du Christ, et celle, seulement humaine de son disciple favori ».

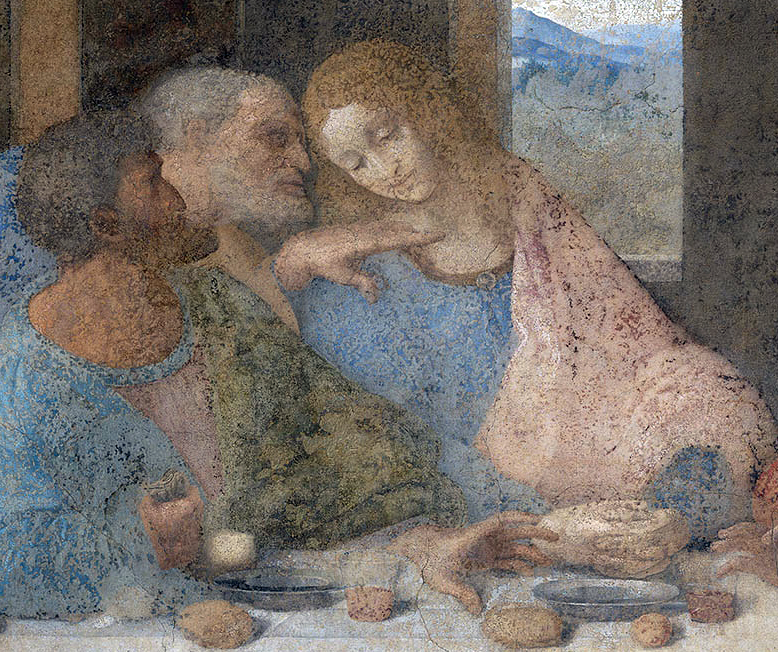
Judas touchant la bourse contenant l'argent de sa trahison, Pierre et Jean s'écartant du Christ.

Le visage du Christ est d’autant plus mis en valeur qu’il ressort sur le paysage et le ciel clair sur lesquels s’ouvre la porte du fond.
Contrairement à toute la tradition, et pour la première fois dans les représentations de la Cène après le Moyen Âge, Judas n’est pas mis à l’écart ni représenté de dos, puisque la solution conventionnelle consiste à le placer comme seul apôtre devant la table et non derrière. Il est assis de profil, un peu en recul, touchant la bourse contenant l’argent de sa trahison. Enrica Crespino y voit une demande explicite des Dominicains. « L’ordre avait fait du libre arbitre un thème fondamental de sa prédication, et c’est probablement pour illustrer la position des dominicains en la matière que Judas est représenté de la même façon que ses compagnons : comme un homme qui pouvait choisir entre le bien et le mal et qui a choisi le mal ». Il reste cependant dans l’ombre. La diagonale de lumière qui vient de la gauche touche les apôtres, mais l’évite.
La philosophe et mystique chrétienne Simone Weil pense avoir découvert le secret de la composition du tableau : « Le point placé exactement dans la chevelure du Christ, et vers lequel convergent toutes les droites qui dessinent le plafond, implique une composition dans l'espace à trois dimensions, les lignes qui de part et d'autre lient les mains des apôtres » impliquant au contraire une composition dans l'espace à deux dimensions. Cette « composition sur plusieurs plans » constitue pour Simone Weil « la clef de tous les arts ».
La Cène devint vite « un véritable recueil de modèles pour certains artistes, qui créèrent leurs propres compositions à partir d’éléments tirés de l’exemple de Léonard de Vinci », en particulier, Philippe pour le Portrait d’un jeune homme de Giorgione, et le Jugement de Salomon de Sebastiano del Piombo, Judas pour le Repas d’Emmaüs du Titien.

## Copies
Dès 1503, Andrea Turpino, trésorier en chef du duché de Milan, commande une copie (aujourd’hui disparue) de la Cène à Bramantino. En 1506, Gabriel Goffier, protonotaire apostolique, en commande une autre (visible aujourd'hui dans la chapelle du Château d'Écouen) à Marco d'Oggiono. Tout au long du XVIe siècle et du XVIIe siècle, des copies de la Cène sont peintes dans des édifices religieux (en particulier en Lombardie) : la basilique de San Lorenzo Maggiore (début du XVIe siècle, attribuée à Antonio della Corna) et l’église Santa Maria della Pace (it) (Giovanni Paolo Lomazzo en 1561) de Milan, le couvent dei Girolimi de Castellazzo (Andrea Solario, avant 1514), la chartreuse de Pavie (Giampietrino, 1515-1520).
Certaines des copies tardives de la Cène s’appuient sur un vrai travail de recherche. C’est le cas de celle commandée à André Dutertre par Louis XVI. Après un long travail d’étude, Dutertre présente sa copie, une aquarelle, pour laquelle il reçoit en 1794 le prix de dessin du Louvre. Mais c’est avant tout la démarche du peintre Giuseppe Bossi qui est exemplaire. Il reçoit en 1807 la commande d’une copie de la Cène de Léonard de Vinci du vice-roi d’Italie, Eugène de Beauharnais. Il s’efforce de restituer le plus fidèlement possible la fresque en se basant sur un long travail de documentation, il étudie en particulier les différentes copies existantes de la Cène (dont il réalise plusieurs calques). Il fait un compte-rendu minutieux de ces recherches dans l’ouvrage paru en 1810, Del Cenacolo di Leonardo da Vinci Libbri Quattro.

### Au Magdalen College, Oxford

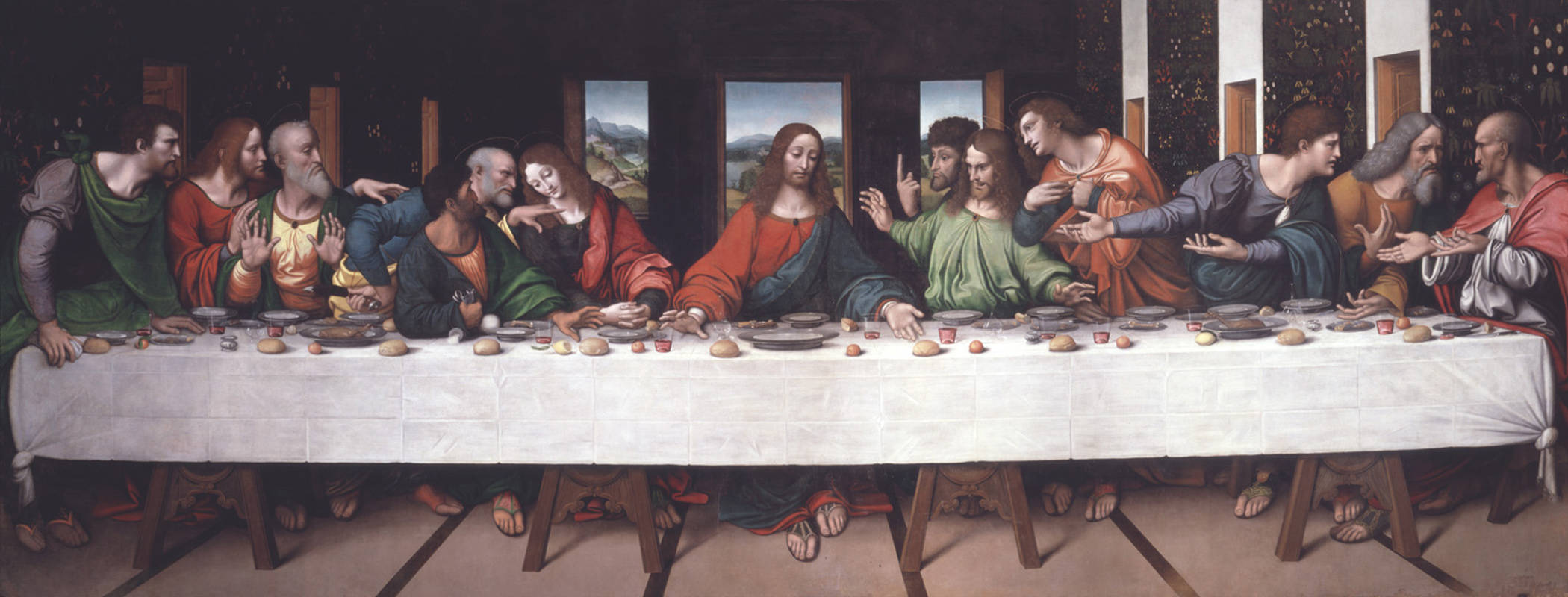
La Cène de Giampietrino

Huile sur toile, 770 × 298 cm, par Giampietrino, 1515 - 1520.
Le format du tableau est particulièrement allongé. À un moment de son histoire que l'on ignore, le tiers supérieur du tableau a été scié. Hormis le format, il est semblable à la copie de Tongerlo près d'Anvers. Il provient de la Chartreuse de Pavie, où Bartolomeo Sanese le voit en 1624. Il est acquis par la Royal Academy of Arts de Londres, en 1821, puis transféré à la chapelle du Magadalen College d'Oxford.

### Au château d'Écouen
Huile sur toile, 549 × 260 cm, par Marco d'Oggiono, début du XVIe siècle.

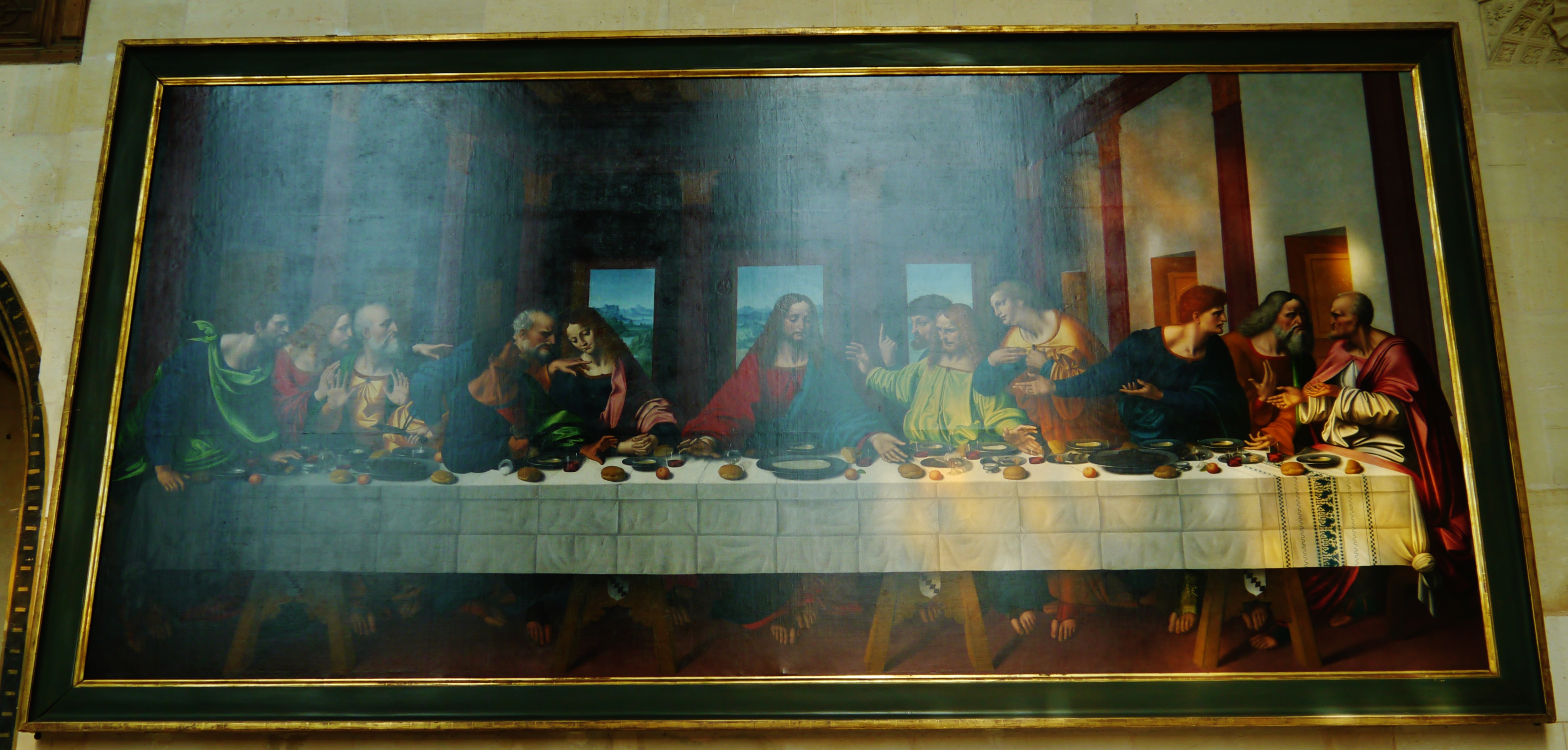
Copie de la chapelle du château d'Écouen

 Le château d'Écouen (devenu musée national de la Renaissance), possède une copie de la Cène, attribuée à Marco d'Oggiono.
La toile a été commandée, en 1506, par Gabriel Gouffier, doyen du chapitre cathédral de Sens, avant d'entrer dans la collection d'Anne de Montmorency. C'est peut-être le tableau mentionné dans l'inventaire du château de Gaillon de Georges d'Amboise, entre 1540 et 1550.

### À Westerlo (province d'Anvers, en Belgique)
Huile sur toile, 794 × 418 cm, vers 1540.

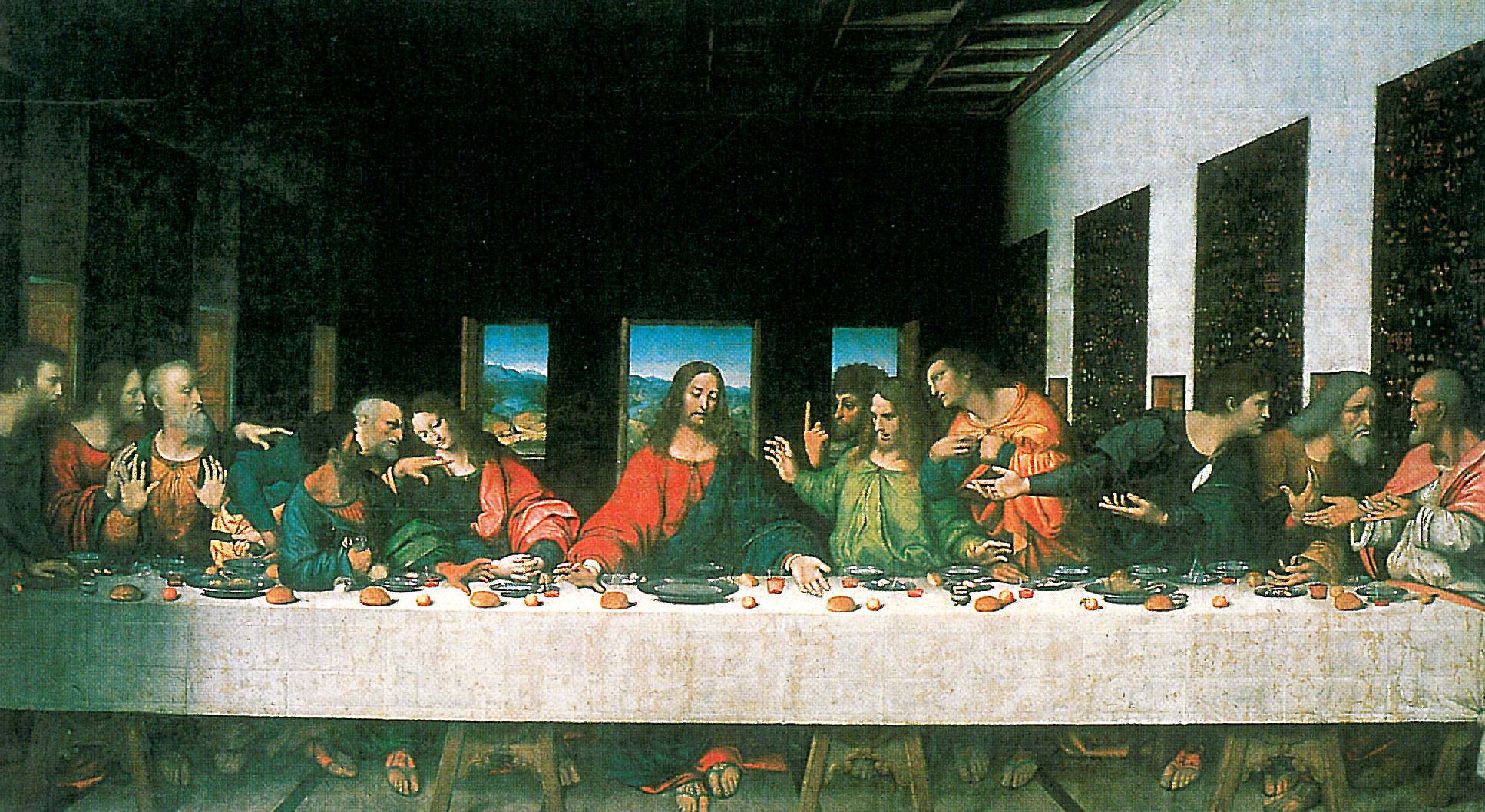
La Cène de l'abbaye de Tongerlo

L'abbaye de Tongerlo (Belgique) possède une copie très fidèle de la Cène peinte sur une grande toile de 8 m sur 4. Cette copie révèle des détails qui ne sont plus visibles sur la peinture de Léonard. « … il est probable que la copie de Tongerlo a été peinte par l’un des leonardeschi, probablement dans l’atelier où fut exécutée la copie de Londres, soit d’après la copie de la Royal Academy of Arts de Londres, soit en récupérant les calques ou les poncifs utilisés par Giampietrino pour exécuter la version de Londres », dit Laure Fagnart.

### À Vienne

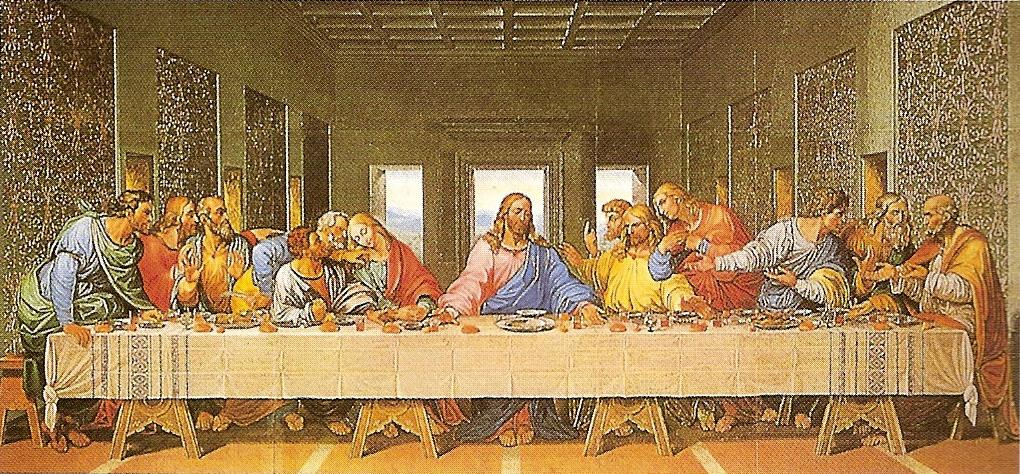
La Cène de Giacomo Raffaelli

Giacomo Raffaelli, Mosaïque 1807-1811.
En avril 1807, le vice-roi d’Italie, Eugène de Beauharnais, confie à Giuseppe Bossi la tâche de copier la Cène de Léonard de Vinci et à Giacomo Raffaelli celle d’en tirer une mosaïque. La copie de Giuseppe Bossi a été détruite en 1943. La mosaïque de Raffaelli est partie pour le Musée du Belvédère puis a été cédée à la Minoritenkirche de Vienne, l’église de la minorité italienne de Vienne, où elle se trouve encore aujourd'hui.

### Monastère des Disciplini de Milan

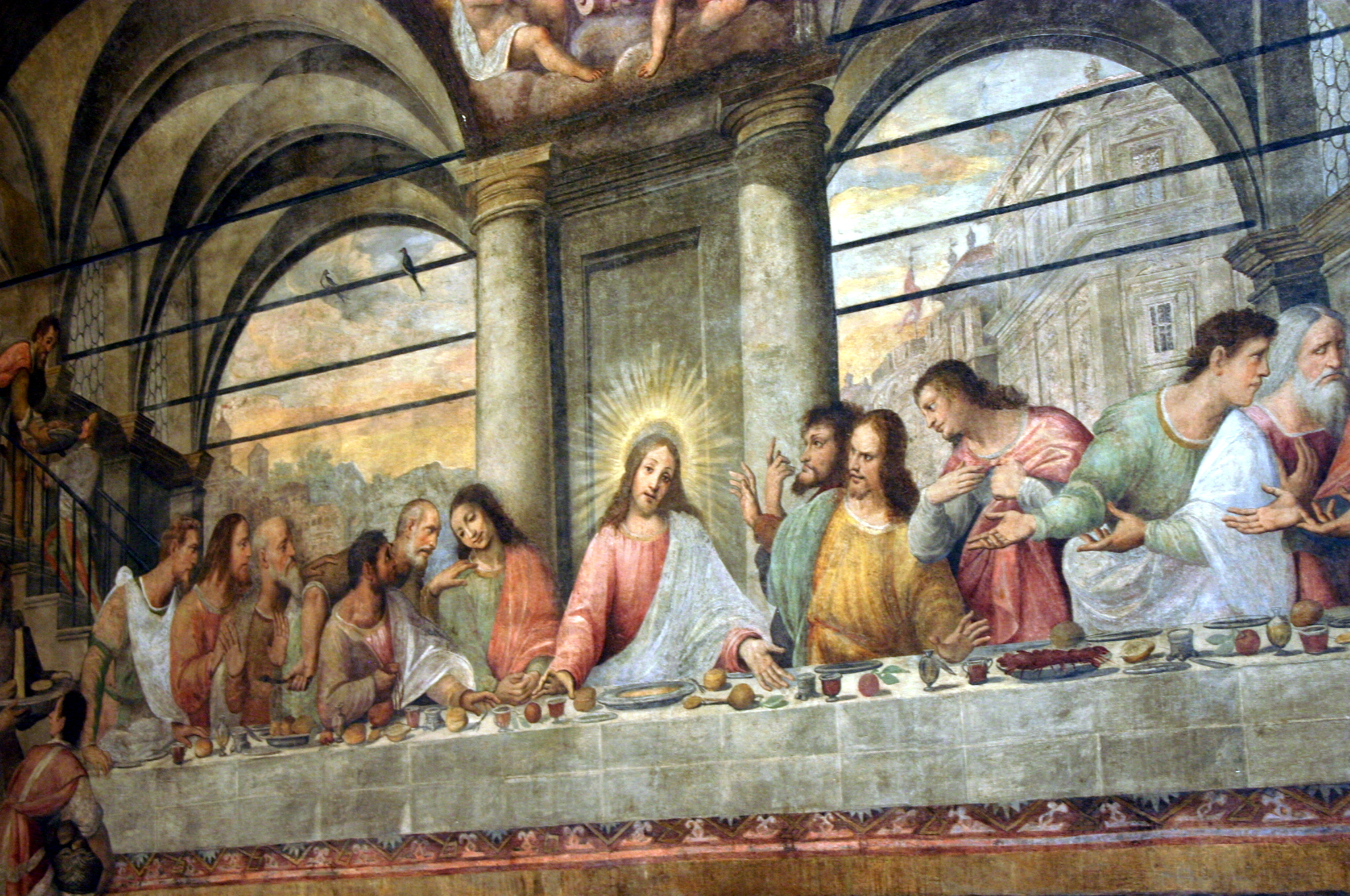
La Cène de Giovanni Mauro della Rovere du musée des sciences et des techniques Léonard de Vinci

La galerie Léonard de Vinci du musée des sciences et des techniques Léonard de Vinci expose une fresque détachée de 500 × 800 cm de la Cène de Giovanni Mauro della Rovere directement inspirée et hommage au tableau de Léonard. Elle a été réalisée en 1626. Autrefois dans le réfectoire du Conventi dei Frati Disciplini à Milan, elle a été acquise par l’Administrazione Provinziale de la famille Vallardi Borgomenere en 1957 et transférée au Musée en 1978 .

### Basilique San Lorenzo Maggiore de Milan
Fresque renaissance, également copie de l'original, attribuée à Antonio della Corna (avec devant, une Pietà en terracotta polychrome).

### Pinacothèque du Vatican

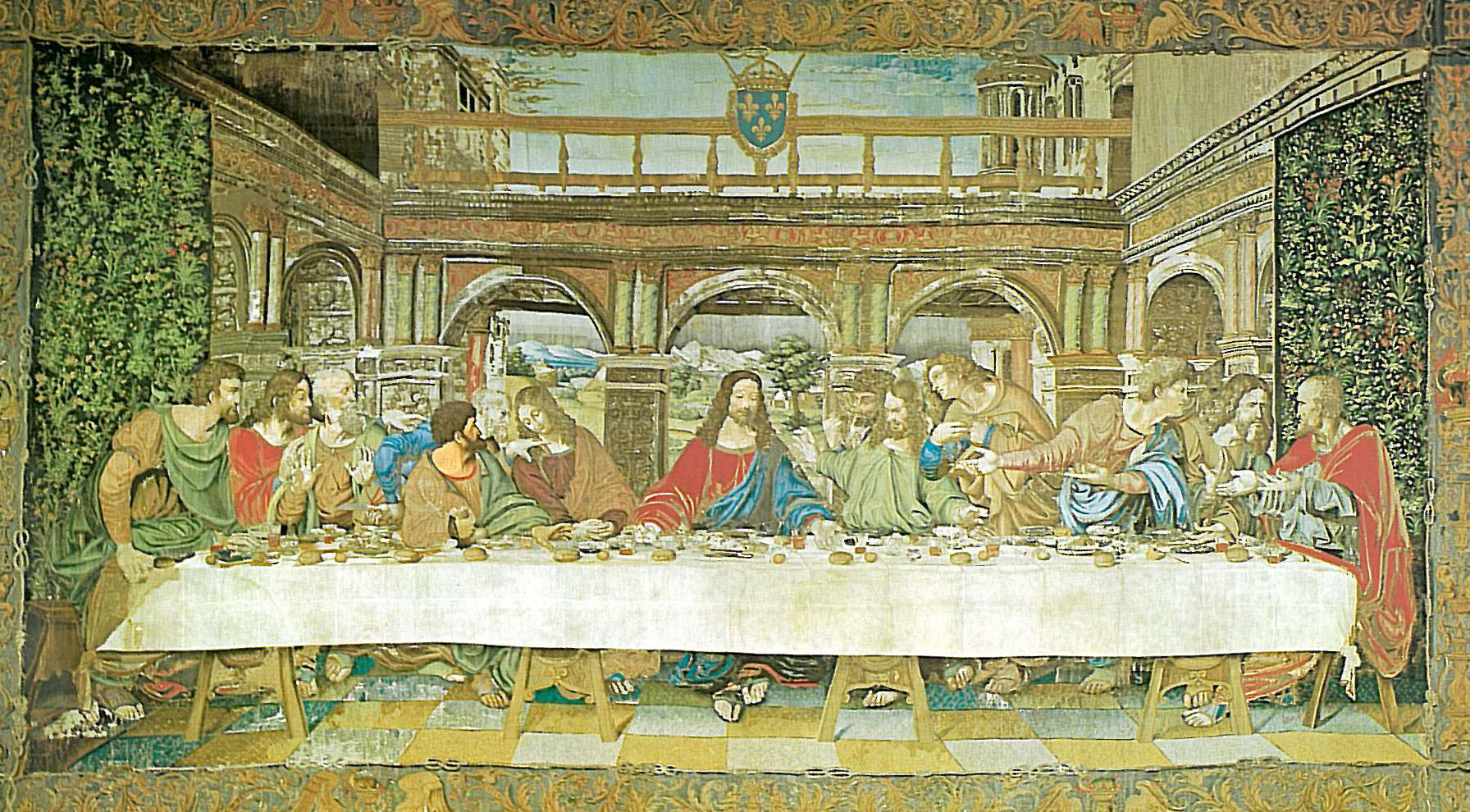
Tapisserie d'après la Cène

Une tapisserie reprenant le thème de La Cène a été tissée en Flandres et offerte par le roi François Ier au pape Clément VII en 1533 à l'occasion du mariage de son fils, le futur Henri II avec Catherine de Médicis, nièce du pape qui a béni l'union à Marseille. À partir de certains éléments du décor, on peut déduire que cette tapisserie a été réalisée entre 1515 et 1524. Le décor de l'architecture reprend des éléments qu'on retrouve sur des monuments : galerie du cloître Saint-Martin de Tours, hôtel d'Alluye à Blois. Le cartonnier n'est pas connu. Ce n'est pas Léonard de Vinci. Alessandra Rodolfo a proposé en 2019 le nom de Matteo dal Nasaro Veronese qui a travaillé pour François Ier à partir de 1515. La richesse du décor contraste avec la sobriété de la fresque de Santa Maria delle Grazie, mais nous renseigne sur « l'italianisme très prisé à la cour de France »,. Elle est exposée à la Pinacothèque du Vatican dans la même salle que les tapisseries tissées d'après Raphaël.

## Hommages et parodies

### Arts plastiques

#### La Cènede Dalí
En 1955, Salvador Dalí peint un tableau intitulée la Dernière Cène, (en espagnol : La Última Cena) ou le Sacrement de la dernière Cène (en espagnol : El sacramento de la Última Cena), dans lequel, comme dans celui de Léonard, il organise la composition du sujet autour de plusieurs lignes droites rayonnant à partir de la tête du Christ vers les côtés et les coins du tableau. Cette organisation est renforcée par la présence, au second plan du tableau, d'une structure polyédrique (une partie d'un dodécaèdre régulier). Le Maître décrira son œuvre par cette formule définitive : « cosmogonie arithmétique et philosophique fondée sur la sublimité paranoïaque du nombre douze »,.

#### Autres
- Entre 1976 et 1979, l'artiste Ben Willikens reprend l'œuvre de Léonard de Vinci, en représentant la Cène sans les douze personnages.
- En 1986, dans le cadre de la collection « The Last Supper Cycle », l'artiste Andy Warhol a réalisé 100 revisites de la célèbre Cène de Léonard de Vinci.
- En 2017, dans une installation intitulée La Cène, l'artiste français Philippe Pasqua, deuxième signature la plus cotée de l'art contemporain, représente des singes à tête de clowns, dont la mise en scène rappelle fortement le tableau[26].
- Guillaume Bardet, designer contemporain rouennais, crée « La Cène », pour la Fondation Martell en 2017 (La Fabrique du Présent), avec une cloche au-dessus d'une table.
- La photographie de David LaChapelle, ainsi que celle de Tim White-Sobieski[27].

- En 2021, l'artiste Auteur Compositeur interprète : Michel Garnier, dans son nouvel oratorio : Le Mystère de la Colombe crée un tableau : Les initiées, spécialement interprété par des danseuses, incarnant au féminin chaque apôtre représenté dans le tableau La Cène de Léonard de Vinci.

### Cinéma et télévision
- 1961 : Viridiana de Luis Buñuel des mendiants se livrent à une orgie pendant laquelle ils prennent les mêmes poses que les personnages de la Cène de Léonard de Vinci.
- 1970 : M*A*S*H de Robert Altman.
- 1972 : Tout le monde il est beau, tout le monde il est gentil de Jean Yanne.
- 1981 : La Folle Histoire du monde de Mel Brooks.
- 1982 : Britannia Hospital de Lindsay Anderson, lorsque le professeur Millar rassemble son équipe avant l'opération.
- 1997 : Dans le troisième épisode intitulé Margaritaville de la saison 13 de la série South Park, les personnages de la série se retrouvent autour d'une table. Leurs positions évoquent l'œuvre de Léonard de Vinci.
- 1998 : Dans l'épisode 3 de la première saison de la série That '70s Show, les personnages de la série reprennent La Cène.
- 2005 : Le Jugement dernier, à la fin de l'épisode la cène est reproduite dans le bar de moe.
- 2006 : Da Vinci Code, adaptation cinématographique de l’ouvrage éponyme de Dan Brown.
- 2007 : 99 francs de Jan Kounen, une reproduction de La Cène est faite avec les personnages du film.
- 2009 : Watchmen : Les Gardiens de Zack Snyder, au début du film avec les premiers justiciers Minutemen et plus tard dans la salle de guerre avec Richard Nixon et ses généraux.
- 2014 : Inherent Vice de Paul Thomas Anderson.
- 2021 : Dans l'épisode 5 de la première saison de la série Leonardo, épisode centré sur la confection de La Cène par Leonardo et  ses assistants.

### Littérature
- Dans le Da Vinci Code, l'auteur Dan Brown y réalise une analyse fantaisiste du tableau, inspirée d’une théorie issue de l’ouvrage La révélation des Templiers, de Clive Prince et Lynn Picknett.
- Dans son roman Le Visage retrouvé où la Cène originelle, publié en 2014, l'écrivain suisse Christophe Terribilini imagine que le visage du Christ sur la fresque est volé.
- Dans le comics Captain Marvel n°31 de mars 1974 : "The beginning of the End" par Jim Starlin, Captain Marvel réunit les Vengeurs pour leur exposer la menace que représente Thanos. La case en question représente alors 10 vengeurs entourant Captain Marvel derrière une longue table reprenant clairement les poses du tableau de Vinci.

### Divers
- Sur la pochette de l'album All you can Eat du groupe Steel Panther.
- Sur la jaquette du jeu vidéo d'Ubisoft Far Cry 5[28], où une reproduction est réalisée avec les personnages du jeu.
- L'affiche du film The Devil's Rejects réalisé par Rob Zombie détourne La Cène de Léonard de Vinci.
- L'affiche de la série Battlestar Galactica de Ronald D. Moore.
- L'affiche du film Expendables 2 : Unité spéciale de Simon West.
- Pendant la période du confinement lié à la pandémie de Covid-19, La Cène de Léonard de Vinci fait l'objet de détournements[29].
- Lors de la cérémonie d'ouverture des Jeux olympiques d'été de 2024 se déroulant à Paris, une parodie de La Cène par des drag queens suscite une vive polémique[30]. Thomas Jolly, directeur artistique de la cérémonie, dément s’être inspiré de La Cène et affirme qu’il s'agissait d’une bacchanale[31],[32]. Les producteurs des JO, quant à eux, confirment que la représentation controversée était inspirée du tableau de Léonard de Vinci pour créer le décor de cette mise en scène[33].